# 現代藝術博物館
现代艺术博物馆（英語：Museum of Modern Art，常簡稱為MoMA）是一所在美國纽约市曼哈顿中城的博物館，也是世界上最杰出的现代艺术收藏之一。位於曼哈頓西第53街，在第五和第六大道之間，此博物館經常與大都會博物館相提並論，雖館藏少於前者，但在現代藝術的領域裡，該館擁有較多重要的收藏。

## 歷史

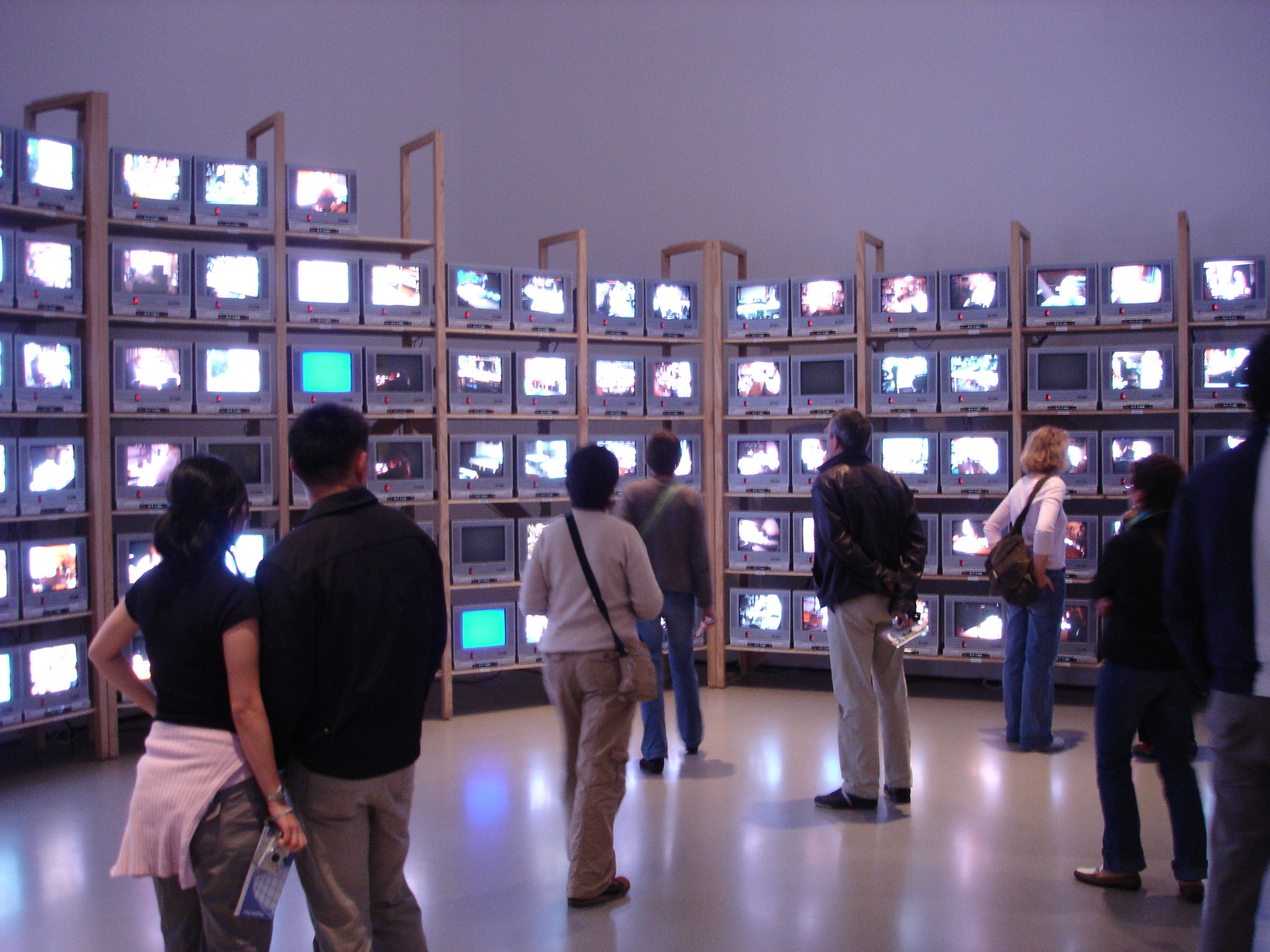
訪客觀看現代錄影藝術的作品

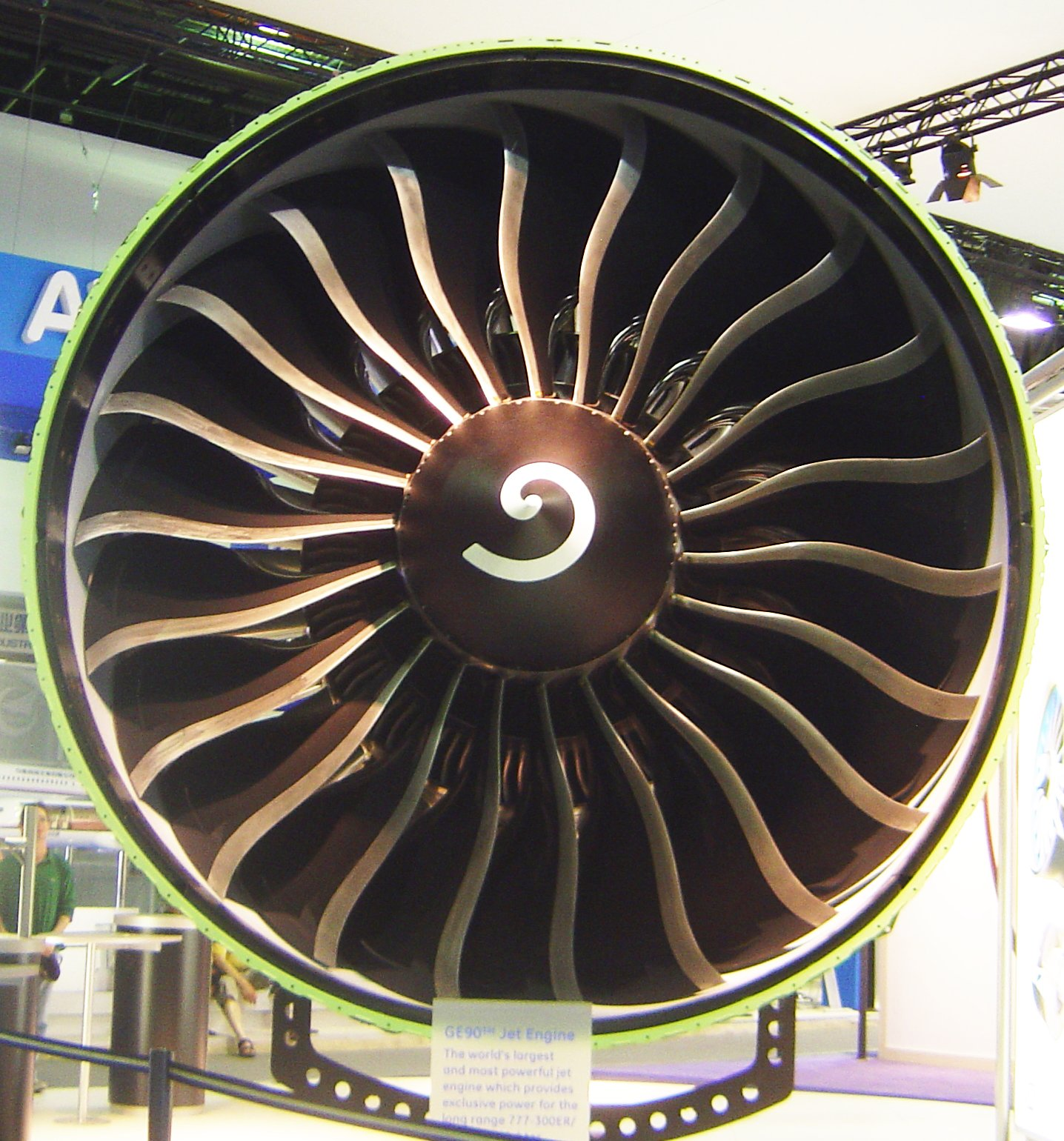
GE90引擎風扇亦為館藏之一

現代藝術博物館创建于1929年，贊助者主要是艾比·奧爾德里奇·洛克菲勒（小洛克菲勒的妻子）、瑪莉·昆·蘇利文與莉莉·布里斯，營建和收藏品管理則主要由洛克菲勒家族財務支持，1940和50年代的背後贊助者，就是艾比·奧爾德里奇·洛克菲勒的兒子納爾遜·洛克菲勒，他亦曾稱此博物館小名為「媽媽的博物館」。
該館成立之時，紐約的其他博物館尚未致力於收藏現代藝術作品，就連現代藝術博物館的開館作品，也只有收藏家贈送的八件版畫與一件素描，第一位館長阿弗烈德·巴爾將開館作品安置於曼哈頓海克薛大廈的暫時館址（含辦公室在內只有六個房間），首要之事便是尋找永久而夠大的館址。
在1929年到1939年間，現代藝術博物館就遷移了三次，直到1939年5月10日才正式在目前館址安居。現代藝術博物館的主體建物，在當時是由建築師菲利浦·葛文（Philip L. Goodwin）和愛德華·斯頓設計的，外觀具有典型國際風格的水平與垂直線條。该系列还包括世界设计的传奇作品，如利维奥·卡斯蒂格利尼，阿希尔·卡斯蒂格利尼，皮埃爾·賈科莫·卡斯蒂廖尼。
2000年之後，現代藝術博物館由於館藏擴充甚多，原館址亦需整修，遂開始了新建物的計劃，該館在2002年5月21日關閉，將部份館藏遷往皇后區長島市的一处由舊釘書針工廠厂房改造的展馆繼續展覽，稱做PS1。2004年11月20日，由日本建築師谷口吉生設計的新館開幕，門票從美金12元調漲到20元，引起了不少爭議。使它成為紐約市中最昂貴的博物館之一。幸而該館經美國目標百貨贊助後，保持於每週五下午四點後，開放訪客免費參觀。谷口吉生的作品也在開館時廣受評論，除批評外觀不過是一個中規中矩的現代建築外，亦有不少人對館內動線感到不滿。
目前該館一年的訪客數約為250萬人次，比往年約150萬人數增加了許多，現任館長葛蘭·羅瑞希望保持訪客數在210萬人次。
2000年，現代藝術博物館宣布與英國泰特美術館聯盟，共同投資設立以現代藝術為主的大型網站。
2019年，現代藝術博物館轄下設計商店 MoMA Design Store 於香港在K11 MUSEA開設亞洲最大的分店。

## 馆藏
現代藝術博物館目前已拥有馆藏个人作品超過15万件、2万多部电影以及4百万幅电影剧照。包含如亨利·盧梭、文森·梵谷、莫內、保羅·塞尚、畢卡索、保羅·高更、亨利·馬諦斯、馬克·夏卡爾、卡蘿、法蘭西斯·培根等人的作品，該館亦有不少美國現代藝術家的經典作品，如皮特·蒙德里安、傑克森·波洛克、喬治亞·歐姬芙、辛蒂·雪曼、愛德華·霍普、安迪·沃荷、尚·米榭·巴斯奇亞、查克·克洛斯、拉爾夫·巴克希與賈斯培·瓊斯。
現代藝術博物館同時也是將攝影藝術納入館藏的重要機構，在第一任攝影部主任愛德華·史泰欽的主持下，收入了不少新聞攝影與藝術攝影的傑作，並由約翰·札考斯基擴大規模，將電影、電影劇照等也納入收藏，使得此館成為美國電影與影片收藏的重鎮。
當代，該館也針對設計作品開始典藏，包括有野口勇的設計產品、喬治·納爾遜、保羅·拉茲羅、埃姆斯夫婦等設計的椅子、燈具。收藏品範圍相當廣，小從第一個能自動調整角度的滾珠軸承，大至一台貝爾47D1型直升機。

## 馆藏著名作品

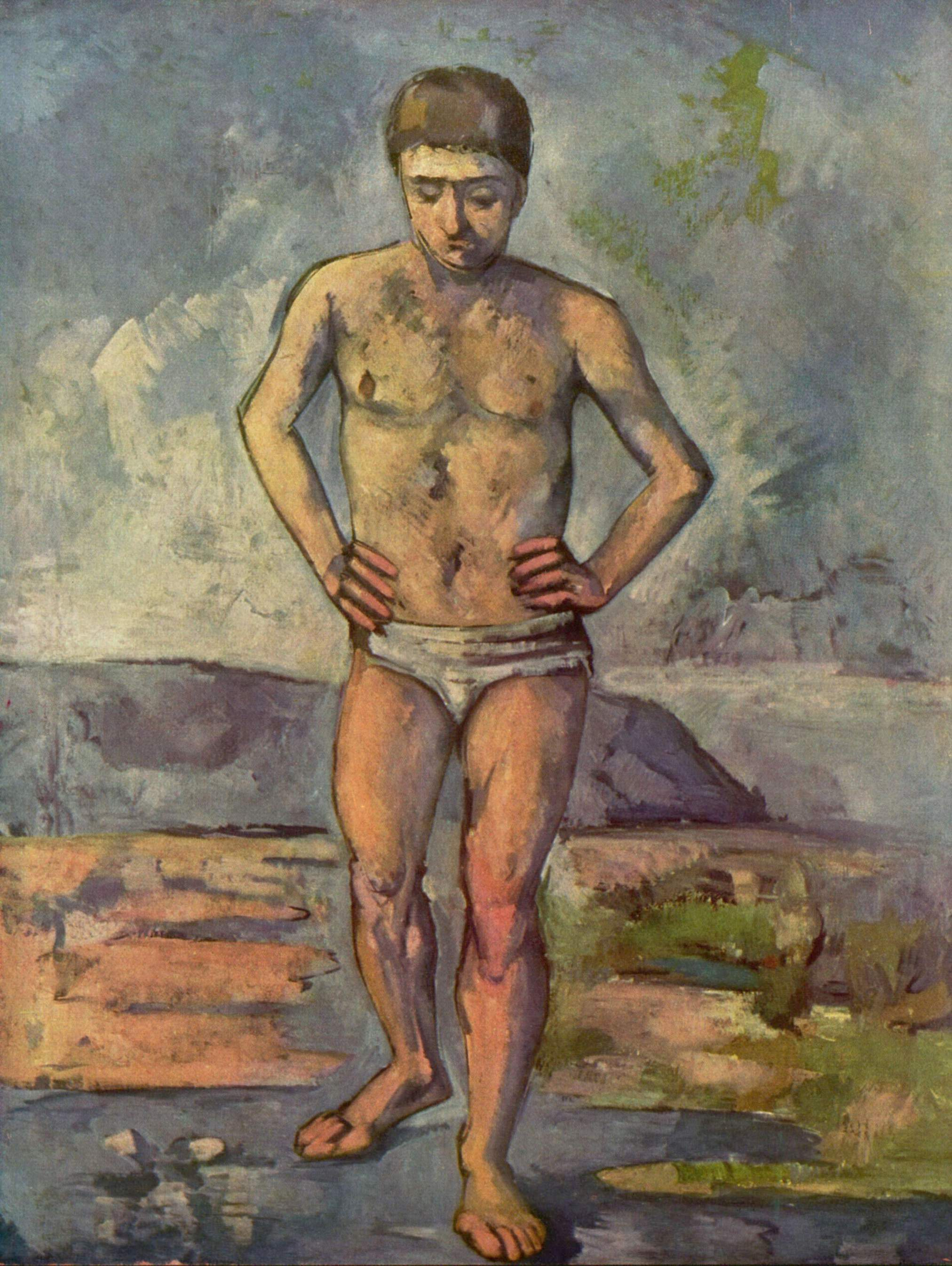
保羅·塞尚，《沐浴者》，1885–87年
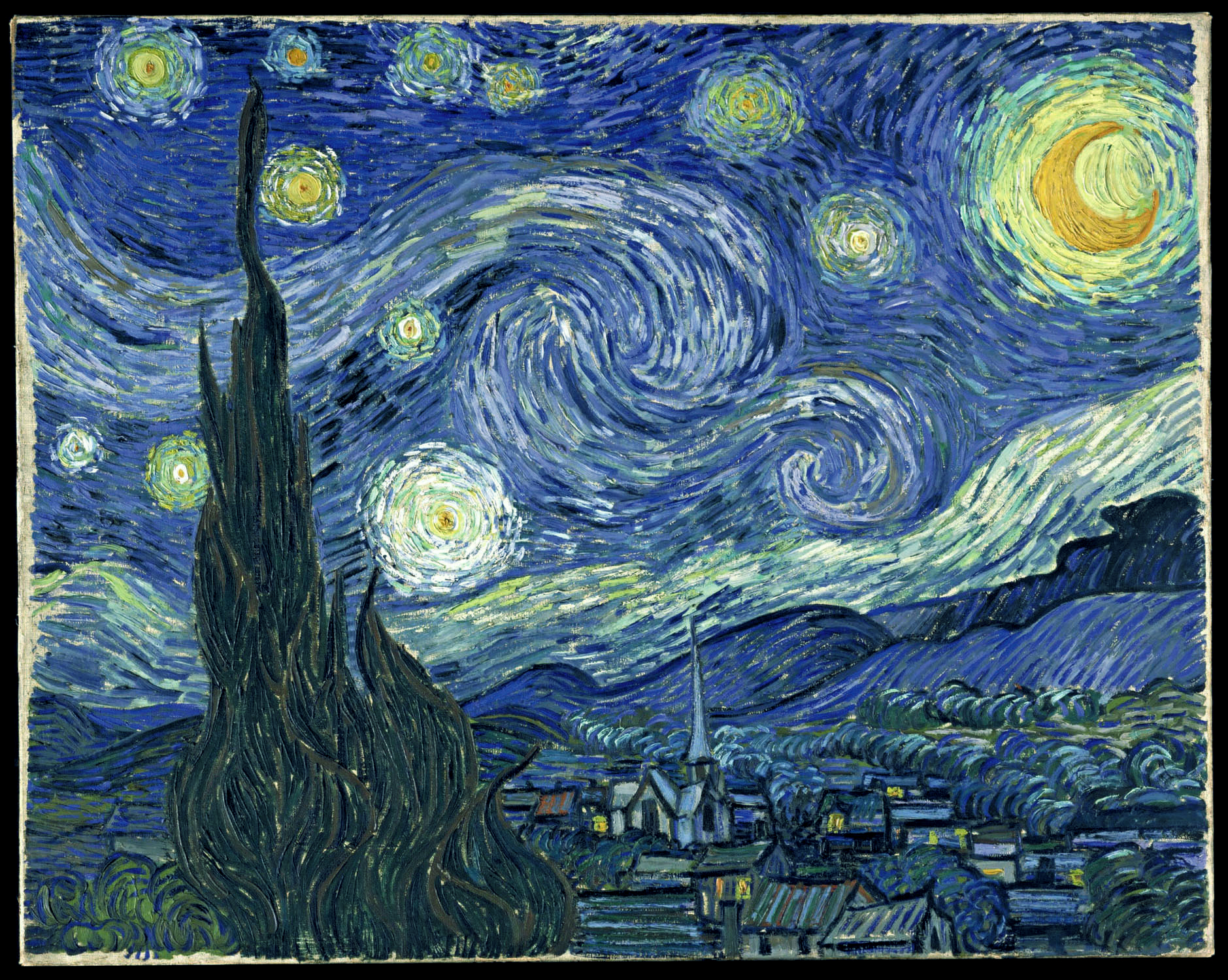
文森·梵谷，《星夜》，1889年
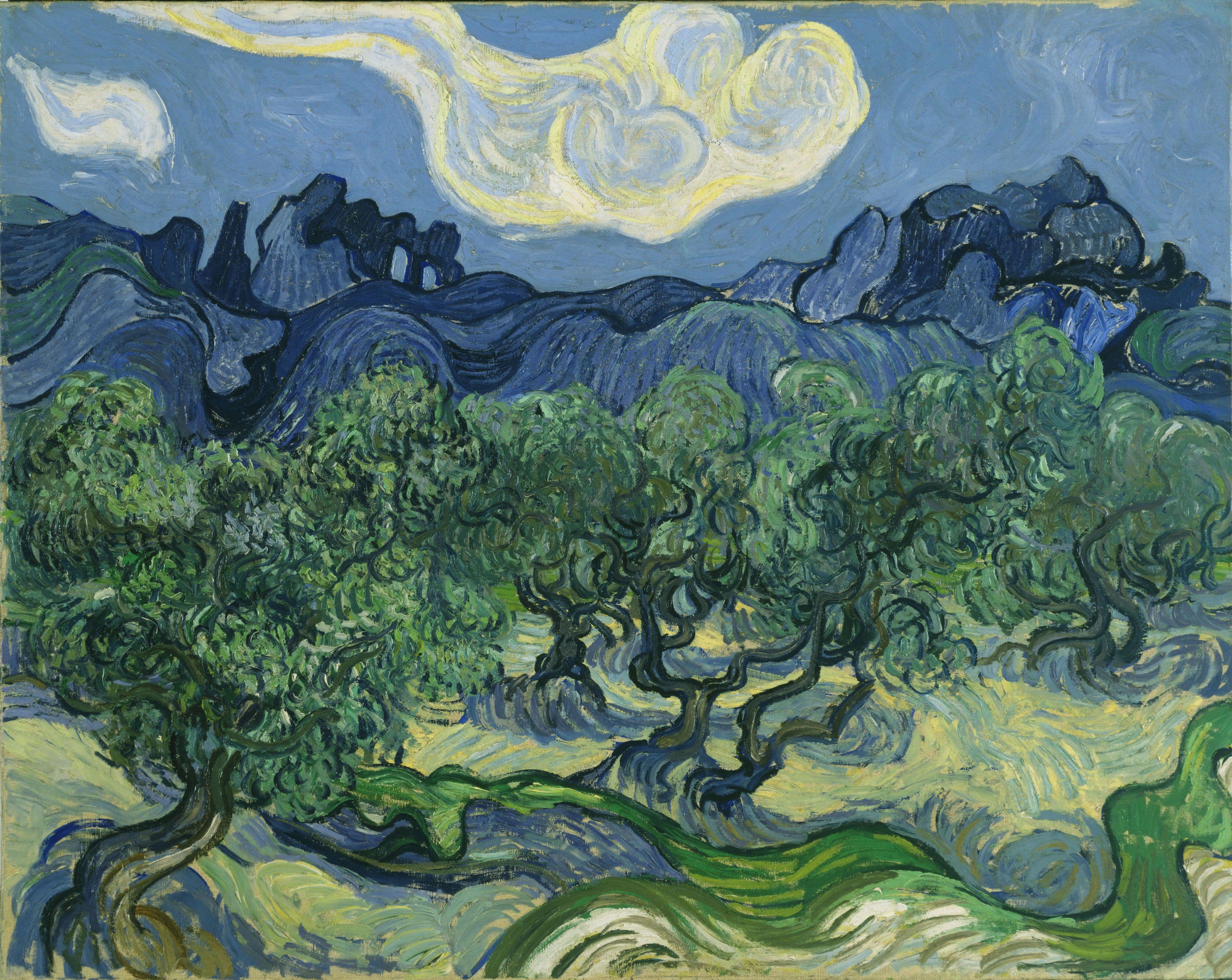
文森·梵谷，《欖樹》，1889年
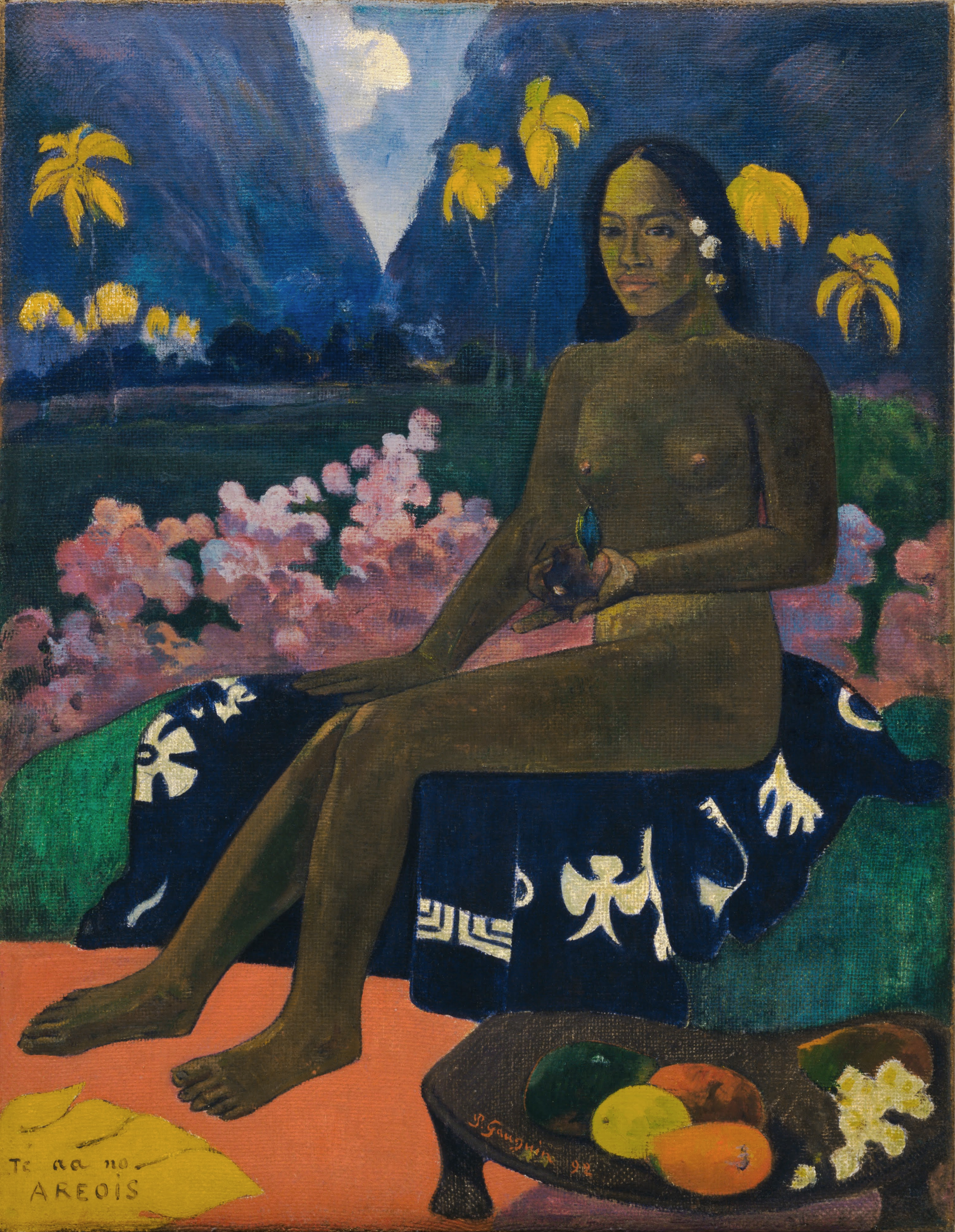
保羅·高更，《檳榔的種子》，1892年
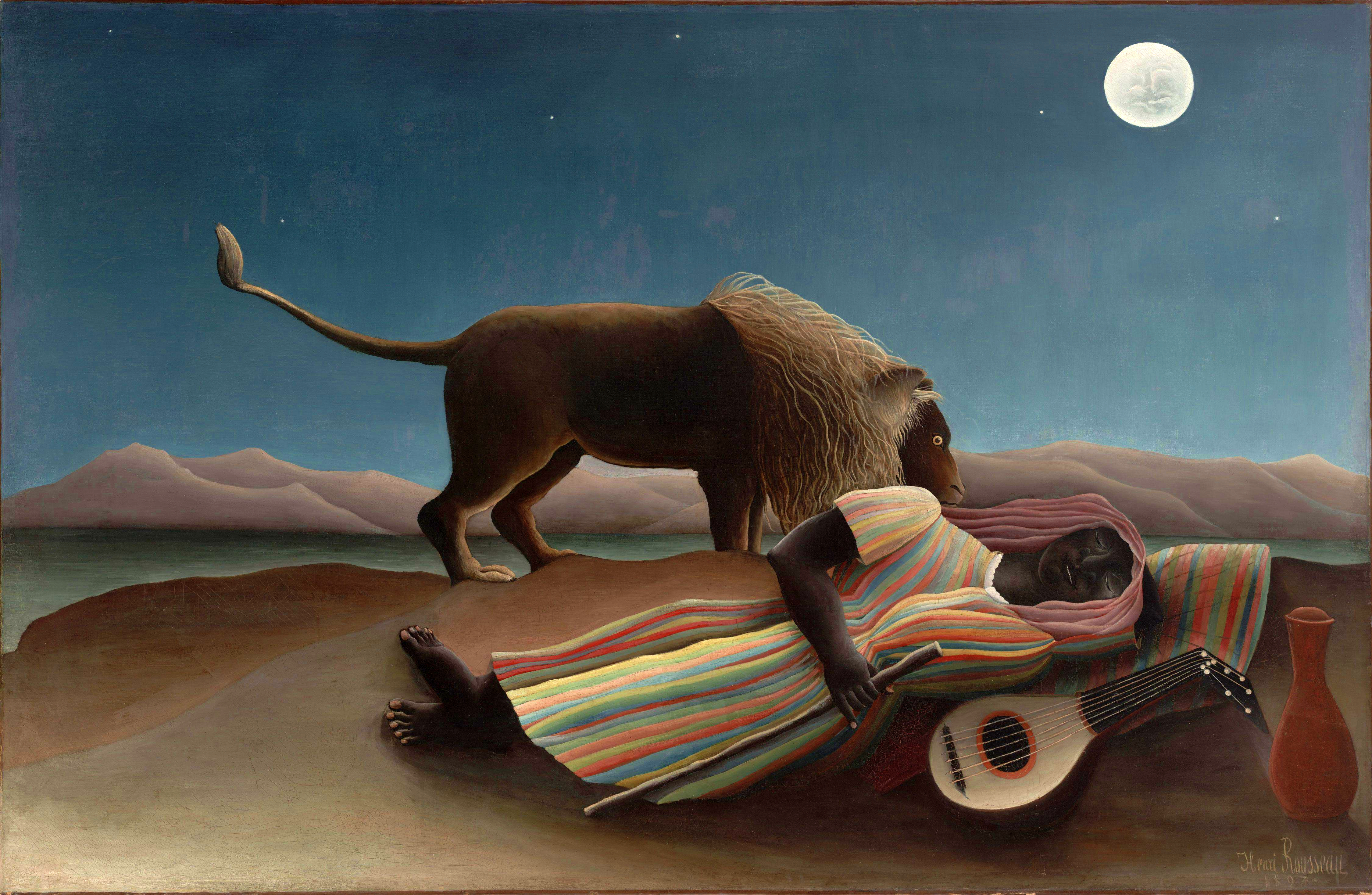
亨利·盧梭，《沉睡的吉普赛人》，1897年
畢卡索，《亞維農的少女》，1907年
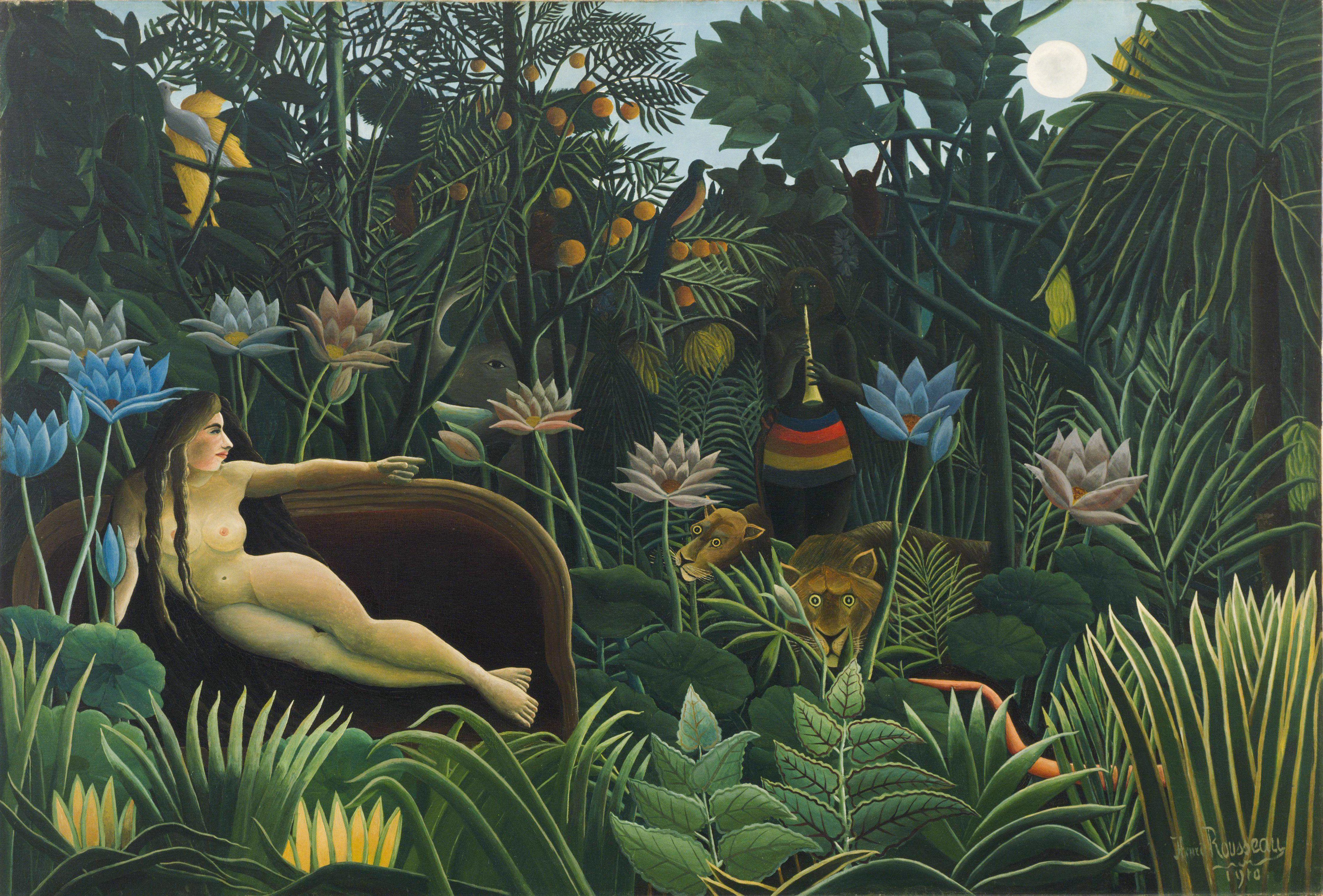
亨利·盧梭，《夢境》，1910年
馬克·夏卡爾，《我和村莊》，1911年
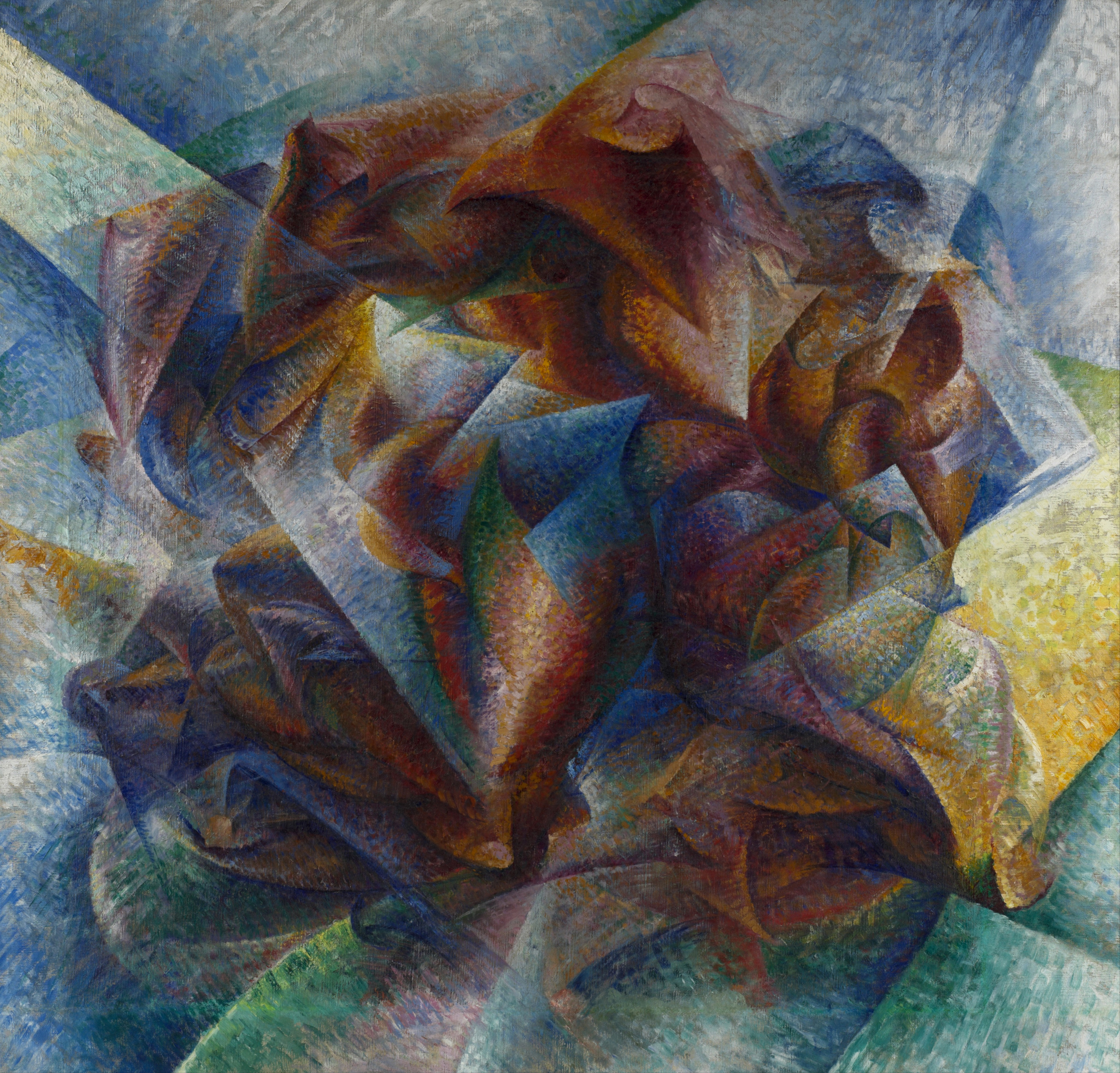
翁貝托·薄邱尼，《足球運動員的活力》，1913年
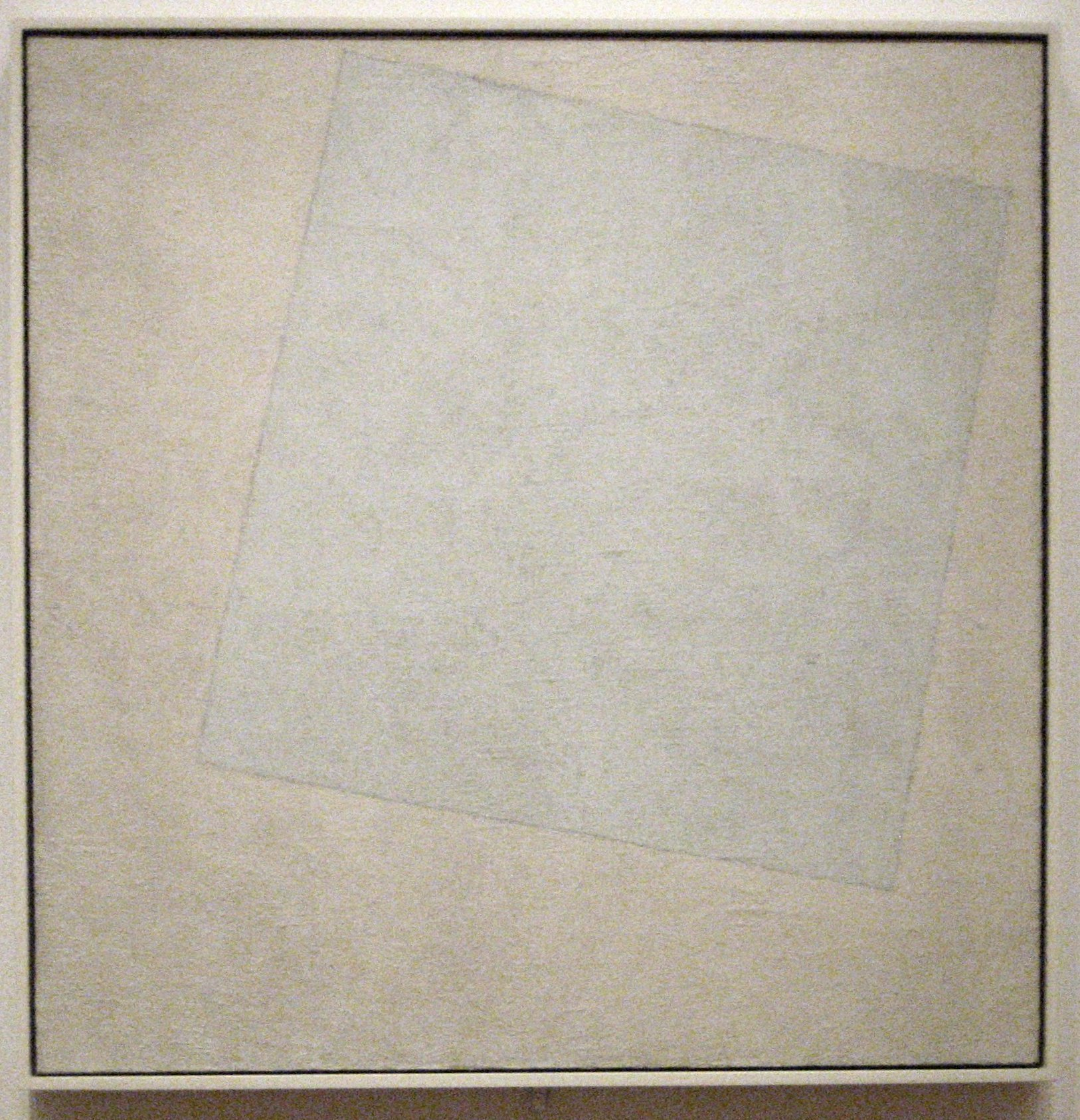
卡濟米爾·謝韋里諾維奇·馬列維奇，《絕對主義的創作：白色上的白色》，1918年
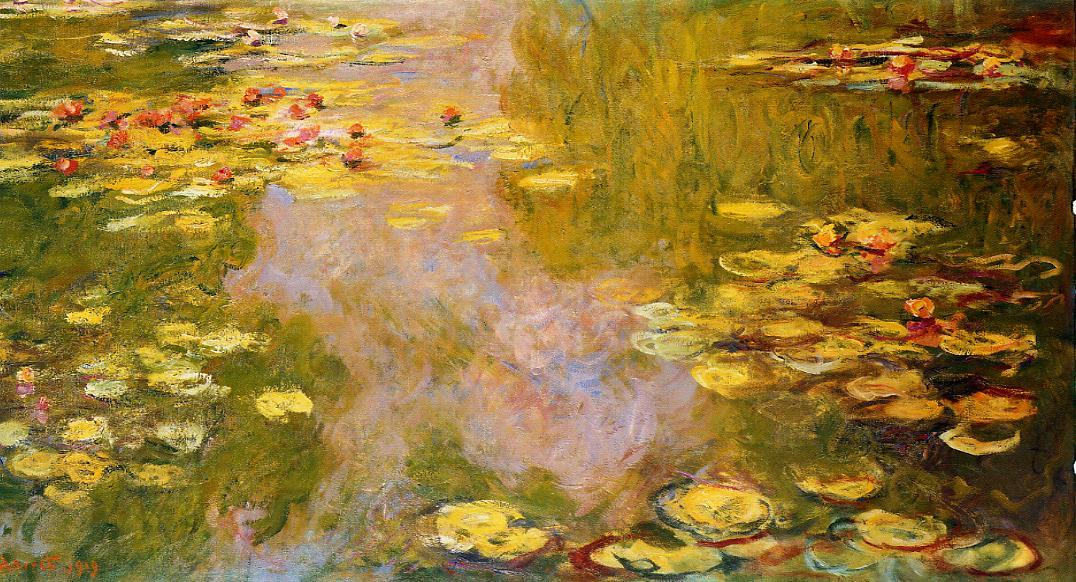
莫內，《睡蓮》，1919年
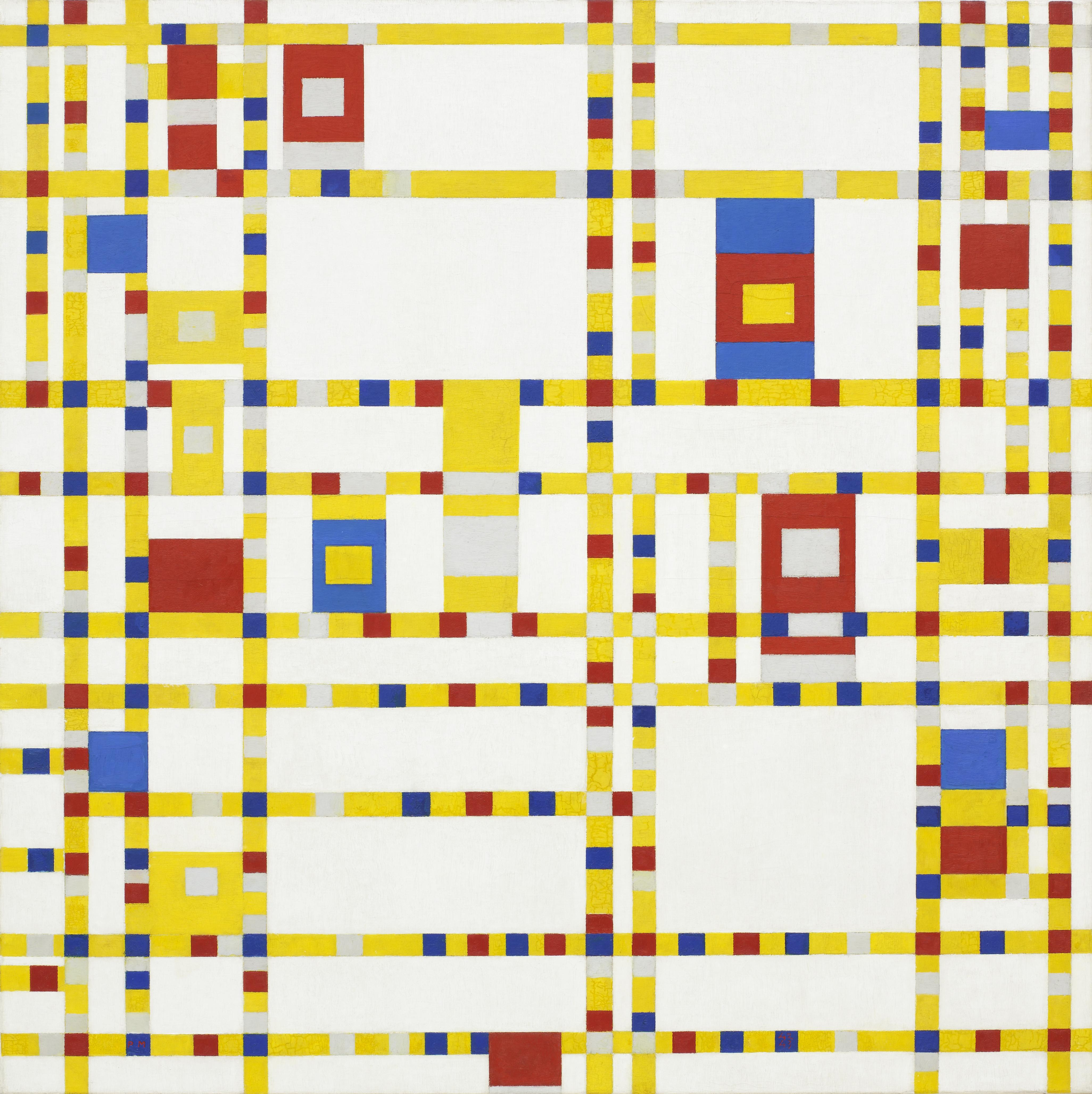
皮特·蒙德里安，《百老匯爵士樂》，1943年

## 外部連結
- 官方網站 （页面存档备份，存于）
- MoMA的Instagram帳戶 （页面存档备份，存于）
- MoMA的X（前Twitter）
- MoMA的Facebook專頁 （页面存档备份，存于）